# Mästaren av Marias levnad

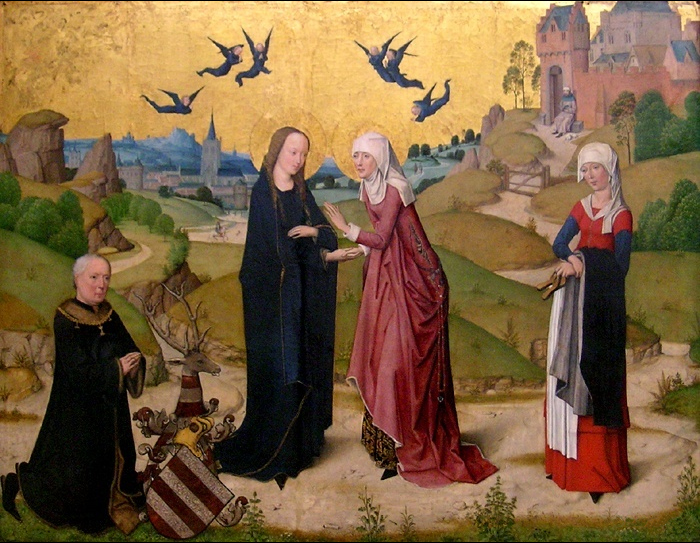
Marias besök hos Elisabeth.

Mästaren av Marias levnad är en anonym i Köln under slutet av 1400-talet verksam målare, känd genom en nu i München befintlig serie av sju bilder med motiv ur Jungfru Marias liv.
I Nürnberg finns en målning av motivet Konungarnas tillbedjan av samme mästare.